# Erzsébet Báthory
Erzsébet Báthory, conosciuta in Italia anche come Elisabetta Bathory o Elizabeth Bathory, nome con cui è famosa nei paesi anglofoni, (magiaro Báthory Erzsébet (/ˈbaːtori ˈɛrʒeːbɛt/), slovacco Alžbeta Bátoriová; Nyírbátor, 7 agosto 1560 – Csejte, 21 agosto 1614), è stata una nobildonna ungherese.
Nella tradizione popolare è spesso ricordata con il soprannome di "Contessa Dracula" o "Contessa Sanguinaria" ed è stata definita la più prolifica serial killer della storia. Tuttavia le accuse secondo cui si sarebbe macchiata di numerose atrocità e dell'uccisione di centinaia di giovani donne non sono mai state provate con certezza.  
Secondo molti storici le imputazioni a suo carico furono con tutta probabilità assimilabili a quelle del periodo storico conosciuto come caccia alle streghe e motivate unicamente da interessi politici, religiosi ed economici. Numerose storie con particolari macabri a lei attribuite furono certamente confezionate solo molti anni dopo la sua morte e sono universalmente attribuite al folklore popolare. 
Le vittime della presunta sadica contessa e di almeno quattro suoi servitori oscillerebbero secondo le fonti dell'epoca tra le 100 accertate e altre 300 di cui era fortemente sospettata; secondo un diario trovato durante la perquisizione in casa sua, di cui non fu mai verificata l'effettiva esistenza, le vittime sarebbero state addirittura 650. Già alcuni storici dei secoli immediatamente successivi tennero per attendibile la stima delle 100/300 vittime pur essendo scettici circa l'effettiva esistenza di questo diario che non venne mai mostrato. Gli storici odierni tendono invece a mettere in dubbio l'intera impalcatura delle accuse. 

## Biografia tra realtà e leggenda popolare

### Giovinezza

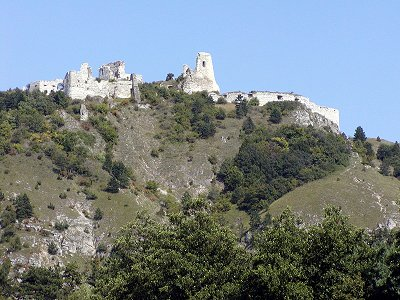
Il castello di Csejte, residenza e prigione della contessa

Erzsébet nacque nel 1560 a Nyírbátor, un villaggio nel nord-est dell'attuale Ungheria, ma venne allevata nella proprietà di famiglia di Ecsed in Transilvania (odierna Romania). La sua famiglia, i Báthory-Ecsed e i Báthory-Somlyó, faceva parte delle casate protestanti ungheresi. L'albero genealogico dei Báthory comprendeva vari eroi di guerra protettiva contro i turchi ottomani, un cardinale e un re di Polonia. Nella sua famiglia, a causa della consanguineità (anche il padre aveva sposato una sua cugina), non mancavano malattie del sistema nervoso: molti suoi membri mostravano segni di epilessia, schizofrenia e altri disturbi mentali.
Fin da bambina dava segni di squilibrio, passando repentinamente dalla quiete alla collera. Stando alla leggenda, all'età di sei anni fu testimone di un fatto che lasciò su di lei una traccia indelebile: un gruppo di zingari venne invitato nella sua casa per intrattenere la corte; uno di essi venne però condannato a morte per aver venduto i figli ai turchi. Le sue grida lamentose giunsero fino al castello attirando l'attenzione di Erzsébet la quale, all'alba, fuggì dal castello per vedere l'esecuzione della condanna: dei soldati tagliarono il ventre di un cavallo legato a terra, il condannato venne preso e infilato nel ventre, rimase fuori solo la testa, poi un soldato ricucì il ventre del cavallo con il condannato al suo interno. Nel 1571, all'età di 11 anni, fu promessa in sposa al conte Ferenc Nádasdy, di cinque anni più grande di lei, e andò a vivere nel castello di Nádasdy di Sárvár nel Transdanubio, presso il confine austriaco.
All'età di 13 anni incontrò un suo cugino, il principe di Transilvania, il quale, sotto i suoi occhi, fece tagliare naso e orecchie a 54 persone sospettate di aver fomentato una ribellione dei contadini. L'8 maggio 1575, all'età di quindici anni, sposò il fidanzato Ferenc Nádasdy a Vranov nad Topľou (Varanno), presso Prešov nell'attuale Slovacchia nord-orientale. Al matrimonio fu invitato persino il sovrano del Sacro Romano Impero Massimiliano II, il quale tuttavia, a causa della lontananza, non poté partecipare ma inviò una delegazione con un costoso gioiello come regalo di nozze.

### Vita coniugale
Il marito aveva studiato a Vienna, dove si era dimostrato un buon atleta; inoltre faceva all'epoca parte di un gruppo di spadaccini particolarmente abili noto come il "Terribile Quintetto". Amava torturare i servi, senza però ucciderli: una delle sue torture preferite consisteva nel cospargere di miele una ragazza nuda e lasciarla legata vicino alle arnie di sua proprietà. Essendo Nádasdy quasi sempre lontano da casa per combattere i turchi, la responsabilità del castello di Sárvár era affidata ad Erzsébet.
Erzsébet amava vestirsi da maschio, ma nel contempo era ossessionata dalla sua bellezza femminile. Verso i 18-19 anni ebbe una figlia da una relazione illegittima e la affidò a un contadino. Nella leggenda popolare si dice che questa bambina sia la progenitrice di alcune delle famiglie più antiche della zona, quali i Mansfeld, i Riddler e gli Helbinger. Nei primi dieci anni di matrimonio non ebbe figli, ma nei nove anni seguenti partorì tre figlie e un figlio. Fu una madre molto protettiva e gestì bene la servitù del castello.

### Presunto sadismo e magia nera

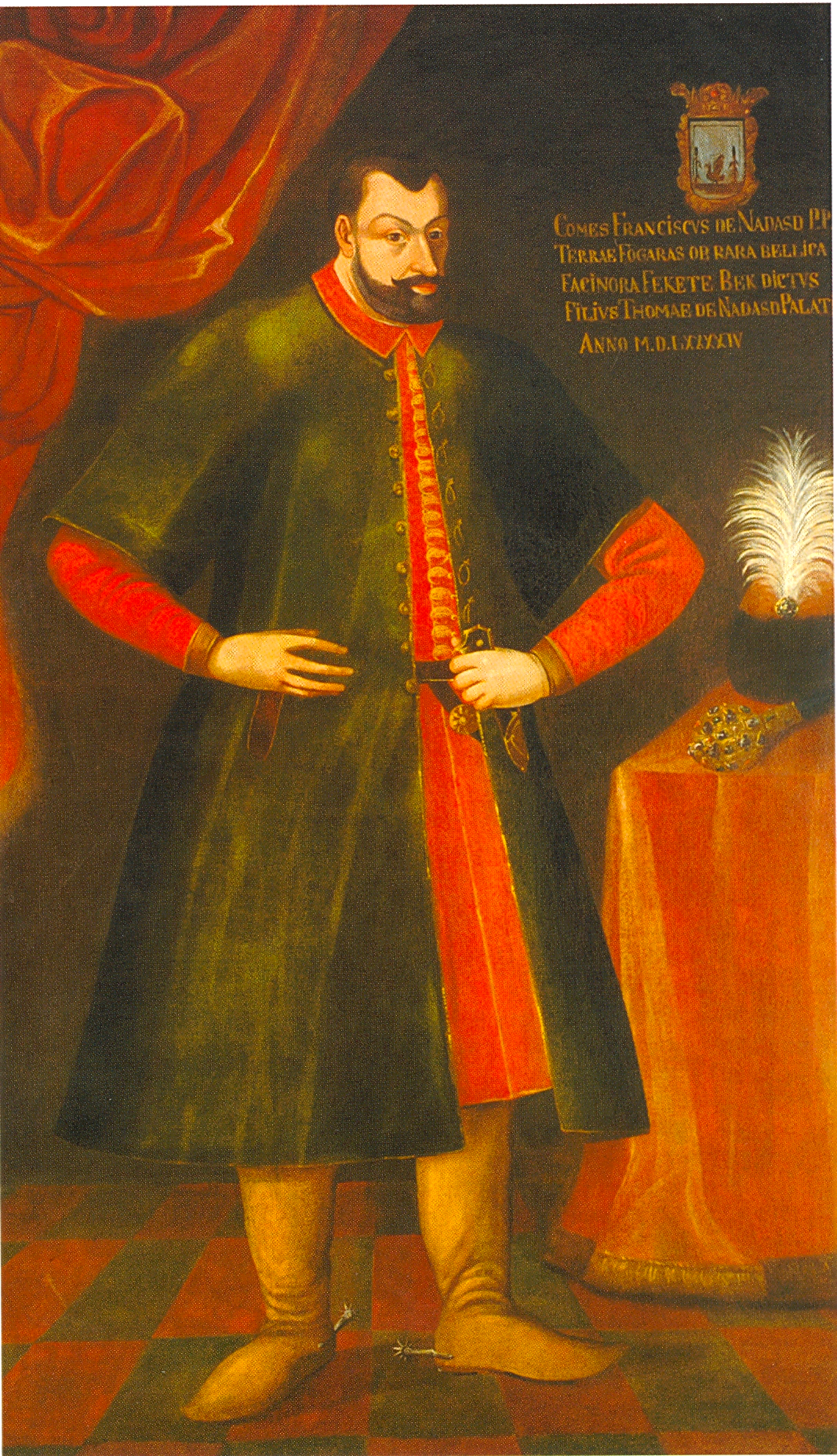
Ferenc I Nádasdy, marito di Erzsébet (1555-1604)

Per passare il tempo quando il marito era lontano da casa Erzsébet cominciò a far visite alla contessa Karla, sua zia, e a partecipare alle orge da lei organizzate. Conobbe nello stesso periodo Dorothea Szentes, un'esperta di magia nera che incoraggiò le sue tendenze sadiche. Dorothea, conosciuta come Dorka, e il suo servo Thorko le insegnarono i segreti e le pratiche della stregoneria.

Ecco cosa scrive in una lettera al marito: 
Erzsébet riteneva un affronto intollerabile la fuga di una serva e la punizione era quasi sempre la morte. Una sera, una ragazza di dodici anni, Dora, riuscì a fuggire dal castello con indosso solo una lunga camicia bianca. Venne presa poco dopo e condotta dalla contessa, la quale la costrinse ad entrare in una gabbia cilindrica troppo stretta per sedersi e troppo bassa per stare in piedi. La gabbia venne quindi sollevata da terra tramite delle carrucole e spinta contro dei paletti appuntiti. Il valletto nano al servizio di Erzsébet, Ficzkó, manovrò le corde in modo che la gabbia oscillasse: in questo modo, il corpo venne fatto a pezzi. In un'altra occasione, in pieno inverno, fece condurre nel cortile, sotto la sua finestra, delle ragazze denudate. Ordinò quindi di versare acqua su di loro, finché le ragazze morirono per assideramento.
Suo marito non era inferiore a lei in quanto a crudeltà: una volta ai due sposi venne il sospetto che una serva si fosse finta malata, le fecero così infilare tra le dita dei pezzi di carta impregnati d'olio ai quali fu poi dato fuoco; dopo questo fatto ben pochi osarono dichiararsi ammalati. I segni della sua pazzia si palesavano sulle sue serve, castigate sempre più duramente per i loro errori.
Sotto tortura, dei testimoni affermarono che un giorno, dopo aver percosso una domestica, alcune gocce di sangue di questa colarono sulla mano della contessa. La Báthory credette, in seguito, che in quel punto specifico della mano la sua pelle fosse ringiovanita. Chiese agli alchimisti delucidazioni. Costoro, pur di compiacerla, si inventarono la leggenda che raccontava di una giovane vergine il cui sangue aveva avuto effetti analoghi sull'epidermide raggrinzita di un aristocratico. La Báthory finì con il convincersi che fare abluzioni nel sangue di giovani vergini (in particolare della sua stessa classe sociale), o berlo quando queste fossero state particolarmente avvenenti, le avrebbe garantito la giovinezza eterna.
Si stima che abbia cominciato ad uccidere nel periodo tra il 1585 e il 1610. La contessa divenne estremamente potente alla morte del marito Ferenc Nádasdy, avvenuta nel 1604. A seguito della sua scomparsa, divenne amministratrice dei beni del figlio di soli sei anni. La contessa acquistò ancora più potere quando nel 1607 il principe Gábor Báthory (Gabriele Báthory), suo nipote, venne eletto Principe di Transilvania. Tale elezione andò a scapito del potente conte György Thurzó (Giorgio Thurzó), che divenne pertanto nemico dei Báthory e della contessa in particolare.
Cominciò a torturare e ad uccidere barbaramente giovani contadine, e in seguito, anche le figlie della piccola nobiltà. Infatti, nel 1609 Erzsébet istituì, nel suo castello, un'accademia che aveva, come fine apparente, l'educazione di ragazze provenienti da famiglie agiate. Prese a tradimento, le sue vittime venivano spogliate, incatenate a capo in giù, quindi, seviziate. Le loro gole venivano recise e il sangue fluiva, pronto per essere raccolto e usato da Erzsébet . Si narra che la Contessa abbia fatto costruire da un orologiaio svizzero un marchingegno chiamato "vergine di ferro" (simile alla futura vergine di Norimberga), la quale aveva la forma di una donna dai lunghissimi capelli biondo argenteo (probabilmente sul modello di qualche fanciulla uccisa da lei stessa) che arrivavano fino quasi ai piedi. Ogni qualvolta una ragazza le si avvicinava, la vergine di ferro alzava le braccia e stringendola in una morsa mortale la uccideva, trapassandola con dei coltellacci acuminati fuoriusciti dal petto.

### La fine

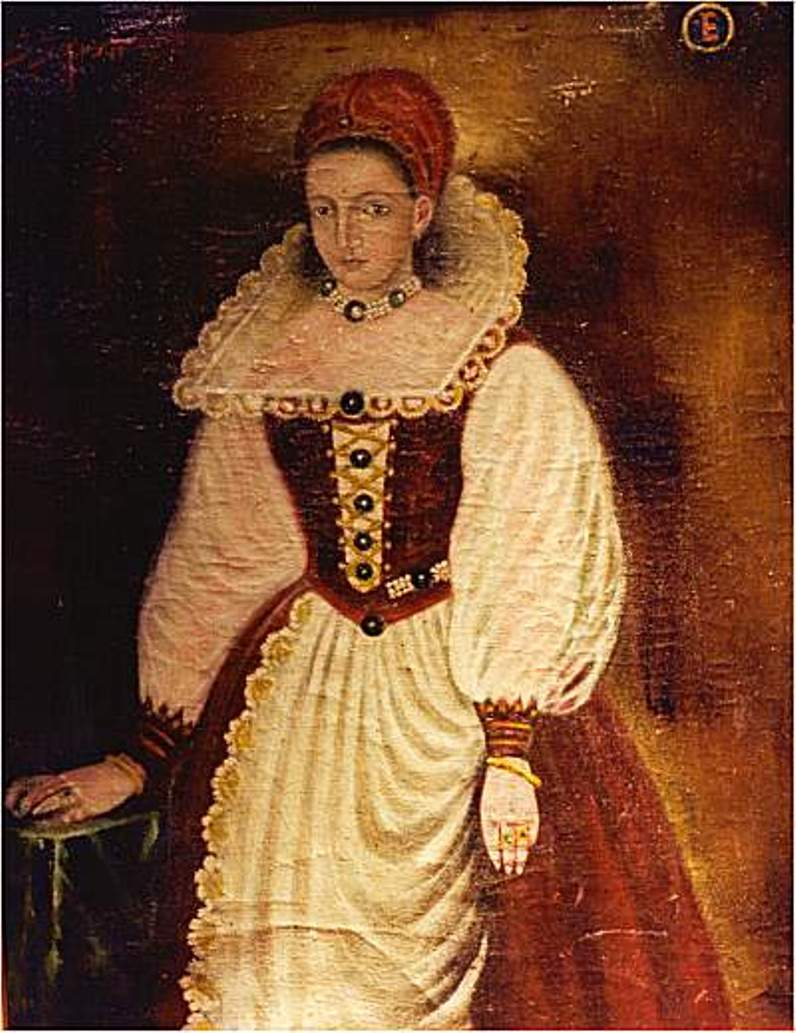
La contessa Erzsébet

Quando le denunce per le sparizioni delle giovani aristocratiche arrivarono alla Chiesa cattolica, l'imperatore Mattia II (che era molto meno ricco della contessa ungherese) intervenne ordinando un'indagine sulla nobildonna. Gli inviati dell'imperatore entrarono di nascosto nel castello e colsero sul fatto la Báthory mentre torturava alcune ragazze; trovarono anche in molte stanze e nelle prigioni diversi cadaveri straziati e donne ancora vive con parti del corpo amputate. Fu incriminata e murata viva in una stanza del suo stesso castello, con un foro per ricevere il cibo .
È stato lontanamente ipotizzato (ma ciò non può essere accertato) che la congiura ai danni della contessa fosse organizzata da Thurzó, divenuto Conte Palatino d'Ungheria nel 1609. Fu lui a ordinare, il 5 marzo 1610, l'inchiesta preliminare contro Erzsébet sulla base di alcune denunce anonime. Ma sembra che le denunce non fossero arrivate a lui ma direttamente a Mattia II, sovrano d'Ungheria, il quale vide nel "processo Báthory" la possibilità di confiscare l'imponente patrimonio della contessa e ridimensionare in tal modo l'influenza politica della sua famiglia. Fu proprio Mattia a firmare il decreto di prigionia per la contessa obbligandola alla fissa dimora in un luogo rinchiuso per soddisfare le impellenti richieste delle famiglie nobili delle vittime uccise e dissanguate.
Morì quattro anni più tardi, lasciandosi morire di fame in quella cella. Altre quattro persone, tra cui la fedelissima domestica Ilona Joó e l'amante László, un esponente della piccola nobiltà locale, furono condannati come suoi complici e torturati con le seguenti sentenze: Ficzkó venne decapitato e gettato nel fuoco, Ilona Joó ebbe le dita amputate e fu bruciata viva assieme a Dorka. Katalyna Beniezky, la meno cattiva del gruppo della contessa Báthory, ebbe una condanna più mite, perché ella si limitava a nascondere i cadaveri delle fanciulle uccise e a volte, finché erano ancora in vita, cercava di dar loro da mangiare a rischio della sua stessa vita.
Non è mai stato chiarito il numero esatto delle sue presunte vittime, ma dai suoi diari (presumibilmente falsificati) e dai suoi appunti emergono 650 nomi accuratamente trascritti. Se questi nomi fossero esattamente quelli di tutte le sue vittime, ciò farebbe di lei la più efferata e più grande assassina seriale della storia. Ma, come indicato sopra, gli storici hanno ridotto le vittime entro un numero compreso tra le 100 e le 300 circa. La sua storia sfuma nella leggenda ed è condita di tradizioni popolari: Erzsébet Báthory è infatti diventata un personaggio di culto dell'immaginario vampiresco.

## Ascendenza
|                                |                          |                                | Genitori                        |  |  | Nonni |  |  | Bisnonni                |  |  | Trisnonni                |  |
|                                |                          |                                |                                 |  |  |       |  |  | Andrea Báthory di Ecsed |  |  | Stefano Báthory di Ecsed |  |
|                                |                          |                                |                                 |  |  |       |  |  | Andrea Báthory di Ecsed |  |  | Stefano Báthory di Ecsed |  |
|                                |                          | Barbara Buthkay                |                                 |  |  |       |  |  | Andrea Báthory di Ecsed |  |  |                          |  |
| Andrea Báthory di Ecsed        |                          |                                |                                 |  |  |       |  |  | Andrea Báthory di Ecsed |  |  |                          |  |
|                                |                          | Giuliana Drágfy di Béltek      | Nicola Drágfy di Béltek         |  |  |       |  |  |                         |  |  |                          |  |
|                                |                          | Giuliana Drágfy di Béltek      | Nicola Drágfy di Béltek         |  |  |       |  |  |                         |  |  |                          |  |
|                                |                          | Giuliana Drágfy di Béltek      | Eufemia Jakcs di Kusaly         |  |  |       |  |  |                         |  |  |                          |  |
| Giorgio Báthory di Ecsed       |                          | Giuliana Drágfy di Béltek      |                                 |  |  |       |  |  |                         |  |  |                          |  |
|                                |                          | Stefano Rozgonyi di Rozgony    | Giovanni Rozgonyi di Rozgony    |  |  |       |  |  |                         |  |  |                          |  |
|                                |                          | Stefano Rozgonyi di Rozgony    | Giovanni Rozgonyi di Rozgony    |  |  |       |  |  |                         |  |  |                          |  |
|                                |                          | Stefano Rozgonyi di Rozgony    | Margherita Modrár               |  |  |       |  |  |                         |  |  |                          |  |
| Caterina Rozgonyi di Rozgony   |                          | Stefano Rozgonyi di Rozgony    |                                 |  |  |       |  |  |                         |  |  |                          |  |
|                                |                          | Caterina Héderváry di Hédervár | Nicola Héderváry di Hédervár    |  |  |       |  |  |                         |  |  |                          |  |
|                                |                          | Caterina Héderváry di Hédervár | Nicola Héderváry di Hédervár    |  |  |       |  |  |                         |  |  |                          |  |
|                                |                          | Caterina Héderváry di Hédervár | Orsola Henning                  |  |  |       |  |  |                         |  |  |                          |  |
| Elisabetta Báthory di Ecsed    |                          | Caterina Héderváry di Hédervár |                                 |  |  |       |  |  |                         |  |  |                          |  |
|                                | Nicola Báthory di Somlyó | Stefano Báthory di Somlyó      |                                 |  |  |       |  |  |                         |  |  |                          |  |
|                                | Nicola Báthory di Somlyó | Stefano Báthory di Somlyó      |                                 |  |  |       |  |  |                         |  |  |                          |  |
|                                | Nicola Báthory di Somlyó | Dorotea Várday di Kisvárda     |                                 |  |  |       |  |  |                         |  |  |                          |  |
| Stefano Báthory di Somlyó      | Nicola Báthory di Somlyó |                                |                                 |  |  |       |  |  |                         |  |  |                          |  |
|                                |                          | Sofia Bánffy di Losonc         | Giovanni Bánffy di Losonc       |  |  |       |  |  |                         |  |  |                          |  |
|                                |                          | Sofia Bánffy di Losonc         | Giovanni Bánffy di Losonc       |  |  |       |  |  |                         |  |  |                          |  |
|                                |                          | Sofia Bánffy di Losonc         | Margherita Malacz               |  |  |       |  |  |                         |  |  |                          |  |
| Anna Báthory di Somlyó         |                          | Sofia Bánffy di Losonc         |                                 |  |  |       |  |  |                         |  |  |                          |  |
|                                |                          | Stefano Telegdy di Kincstartó  | Giovanni Telegdy di Kincstartó  |  |  |       |  |  |                         |  |  |                          |  |
|                                |                          | Stefano Telegdy di Kincstartó  | Giovanni Telegdy di Kincstartó  |  |  |       |  |  |                         |  |  |                          |  |
|                                |                          | Stefano Telegdy di Kincstartó  | Isabella Báthory di Ecsed       |  |  |       |  |  |                         |  |  |                          |  |
| Caterina Telegdy di Kincstartó |                          | Stefano Telegdy di Kincstartó  |                                 |  |  |       |  |  |                         |  |  |                          |  |
|                                |                          | Margherita Bebek di Pelsőc     | Giorgio Bebek di Pelsőc         |  |  |       |  |  |                         |  |  |                          |  |
|                                |                          | Margherita Bebek di Pelsőc     | Giorgio Bebek di Pelsőc         |  |  |       |  |  |                         |  |  |                          |  |
|                                |                          | Margherita Bebek di Pelsőc     | Francesca Héderváry di Hédervár |  |  |       |  |  |                         |  |  |                          |  |
|                                |                          | Margherita Bebek di Pelsőc     |                                 |  |  |       |  |  |                         |  |  |                          |  |

## Nella cultura di massa
La contessa Erzsébet Báthory, è protagonista (o antagonista) di numerose opere di letteratura, cinema, televisione o musica.

### In ungherese
- Magyari, István: Az országokban való sok romlásoknak okairól és azokból való megszabadulásnak jó módgyáról mostan újonnan írattatott és sok bölcs embereknek írásokból szereztetett hasznos könyvecske. Manlius, 1979
- Péter, Katalin: A csejtei várúrnő. Helikon Kiadó, 1985. ISBN 9632076524
- Bessenyei, József: A Nádasdyak. General Press Kiadó, 2005. ISBN 9639598658
- Nagy, László: A rossz hírű Báthoryak. Kossuth Könyvkiadó, 1984. ISBN 9630923084
- Nagy, László: Az erős fekete bég: Nádasdy Ferenc. Zrínyi Katonai Könyv és Lapkiadó, 1987. ISBN 9633269334
- Nagy, László: Erdélyi boszorkányperek. Kossuth Könyvkiadó, 1987. ISBN 9630932059
- Péter, Katalin: A csejtei várúrnő: Báthory Erzsébet. Helikon, 1985. ISBN 9632076524
- Rexa, Dezső: Báthory Erzsébet Nádasdy Ferencné. Benkő Gyula Udvari Könyvkereskedése, 1908
- Supka, Géza: Az átkozott asszony: Nádasdy Ferencné, Báthory Erzsébet bűnügye. Erdélyi Egyetemes Könyvtár, 1940
- Szádeczky-Kardoss, Irma. Báthory Erzsébet igazsága. Nestor Kiadó, 1993. ISBN 963-7523-26-X
- Welden, Oscar (Nemere István). Báthory Erzsébet magánélete. Anno Kiadó, 2000. ISBN 9633752248

### In italiano
- I Personaggi Più Malvagi della Storia, di S. Klein & M. Twiss, edizioni Newton & Compton, Londra, 2002
- Serial Killer. Storie di ossessione omicida, di Carlo Lucarelli & Massimo Picozzi, Milano, edizioni A. Mondadori, 2003. ISBN 88-04-51634-8
- Il bacio del diavolo. Storia della contessa sanguinaria, di Adriana Assini, Spring Edizioni, Napoli, 2004
- Erzsébet Bàthory - Sangue e Perfezione, di Simona Gervasone, Zerounoundici 2006
- Elisabeth Bathory. La torturatrice, di Angelo Quattrocchi, Malatempora 2008
- La contessa Dracula, di Tony Thorne, Mondadori 1997
- La contessa nera, di Rebecca Johns, Garzanti 2010